# سو اوهانیان
سواک «سِو» اوهانیان (ارمنی: Սեւակ Օհանյան؛ زادهٔ ۲ ژوئن ۱۹۸۷) فیلم‌نامه‌نویس، تهیه‌کننده فیلم و تدوین‌گر ارمنی‌تبار اهل ایالات متحده آمریکا است. وی از سال ۲۰۱۳ میلادی تاکنون مشغول فعالیت بوده‌است.

## زندگی‌نامه
وی در ۲ ژوئن ۱۹۸۷ در هادامار، آلمان به دنیا آمد و در سن ۴ سالگی به ایالات متحده آمریکا مهاجرت نمود. وی از دانشگاه کالیفرنیا، سن دیگو و دانشگاه کالیفرنیای جنوبی فارغ‌التحصیل گشت.

## گزیده فیلمشناسی
- جستجو (۲۰۱۸)
- فرار (۲۰۲۰)

## جوایز و نامزدی‌ها
| سال  | مراسم                       | جایزه                                          | اثر     | نتیجه |
| ---- | --------------------------- | ---------------------------------------------- | ------- | ----- |
| ۲۰۱۳ | جشنواره بین‌المللی فیلم آرپا | Breakthrough Filmmaker of the Year             | Himself | برنده |
| ۲۰۱۸ | جشنواره فیلم ساندنس         | جایزه تهیه‌کنندگان مؤسسه ساندنس/آمازون استودیوز | Himself | برنده |